# Teófilo José Ribeiro da Fonseca
Teófilo José Ribeiro da Fonseca (Macau, 18 de outubro de 1886 — Lisboa, 4 de setembro de 1972) foi um oficial de Cavalaria do Exército Português, pioneiro da aviação militar em Portugal, que se destacou pelo seu pioneirismo em matéria de aviação, deixando obra publicada sobre a matéria.

## Biografia
Nasceu na freguesia de São Lourenço, Macau, filho de general António Marciano Ribeiro da Fonceca e de sua esposa, Antoinette Emilie Simonise Pignolet.
Fez os estudos secundários no Colégio Militar, tendo assentado praça em 29 de outubro de 1905. Tirou o curso da arma de Cavalaria na Escola do Exército. Foi promovido a capitão em 29 de novembro de 1917. A 2 de Dezembro de 1917 tirou o brevet em França, ou seja 2 meses e 2 dias depois da promoção, passando a ser o 28.º oficial piloto-aviador do Exército Português.
Em 1938 foi promovido a brigadeiro (major-general) sendo o primeiro oficial general da Aviação do Exército e, em 1939, entrou como general para o Conselho Superior do Exército.
Celebrizou-se por ter enfrentado em duelo, por «questões de honra», o presidente do Conselho de Ministros, Álvaro de Castro, num duelo realizado a 2 de julho de 1924, no Parque ds Necessidades, em Lisboa, do qual saiu ligeiramente ferido. Com ampla assistência, a notícia do duelo fez a primeira página do Diário de Notícias do dia seguinte.